# Sudirman Cup 1989
Der Sudirman Cup 1989, die Weltmeisterschaft für gemischte Mannschaften im Badminton, fand vom 24. bis 29. Mai 1989 in Jakarta statt. Indonesien gewann in dieser Erstauflage des Championats gegen Südkorea im Finale mit 3:2.

## Ergebnisse

### Gruppe 1

#### Subgruppe A
- Indonesien –  Südkorea 4-1
- Indonesien –  England 5-0
- Südkorea –  England 5-0

#### Subgruppe B
- Volksrepublik China –  Dänemark 5-0
- Volksrepublik China –  Schweden 4-1
- Dänemark –  Schweden 3-2

#### Spiel um Platz 5
- Schweden –  England 5-0

### Gruppe 2
- Japan –  Niederlande 3-2
- Japan –  Sowjetunion 5-0
- Japan –  Malaysia 3-2
- Niederlande –  Sowjetunion 4-1
- Niederlande –  Malaysia 3-2
- Malaysia –  Sowjetunion 3-2

### Gruppe 3
- Chinesisch Taipeh –  Thailand 3-2
- Chinesisch Taipeh –  Kanada 3-2
- Chinesisch Taipeh –  Hongkong 3-2
- Thailand –  Kanada 3-2
- Thailand –  Hongkong 4-1
- Kanada –  Hongkong 4-1

### Gruppe 4
- Schottland –  Deutschland 3-2
- Schottland –  Australien 4-1
- Schottland –  Polen 4-1
- Australien –  Deutschland 3-2
- Australien –  Polen 3-2
- Deutschland –  Polen 3-2

### Gruppe 5
- Neuseeland –  Vereinigte Staaten 5-0
- Neuseeland –  Finnland 4-1
- Neuseeland –  Österreich 5-0
- Finnland –  Vereinigte Staaten 5-0
- Finnland –  Österreich 4-1
- Vereinigte Staaten –  Österreich 5-0

### Gruppe 6
- Norwegen –  Sri Lanka 4-1
- Norwegen –  Nepal 5-0
- Sri Lanka –  Nepal 5-0

### Gruppe 7
- Bulgarien –  Frankreich 3-2
- Bulgarien –  Mauritius 5-0
- Frankreich –  Mauritius 5-0
- Indien und  Pakistan gemeldet, aber nicht gestartet

## Endstand
| Platz | Land                |
| ----- | ------------------- |
| 1     | Indonesien          |
| 2     | Südkorea            |
| 3     | Volksrepublik China |
| 4     | Dänemark            |
| 5     | Schweden            |
| 6     | England             |

| Platz | Land        |
| ----- | ----------- |
| 7     | Japan       |
| 8     | Niederlande |
| 9     | Malaysia    |
| 10    | Sowjetunion |

| Platz | Land              |
| ----- | ----------------- |
| 11    | Chinesisch Taipeh |
| 12    | Thailand          |
| 13    | Kanada            |
| 14    | Hongkong          |

| Platz | Land       |
| ----- | ---------- |
| 15    | Schottland |
| 16    | Australien |
| 17    | BRD        |
| 18    | Polen      |

| Platz | Land       |
| ----- | ---------- |
| 19    | Neuseeland |
| 20    | Finnland   |
| 21    | USA        |
| 22    | Österreich |

| Platz | Land      |
| ----- | --------- |
| 23    | Norwegen  |
| 24    | Sri Lanka |
| 25    | Nepal     |

| Platz | Land       |
| ----- | ---------- |
| 26    | Bulgarien  |
| 27    | Frankreich |
| 28    | Mauritius  |

      Aufsteiger
      Absteiger